# Mary Garden

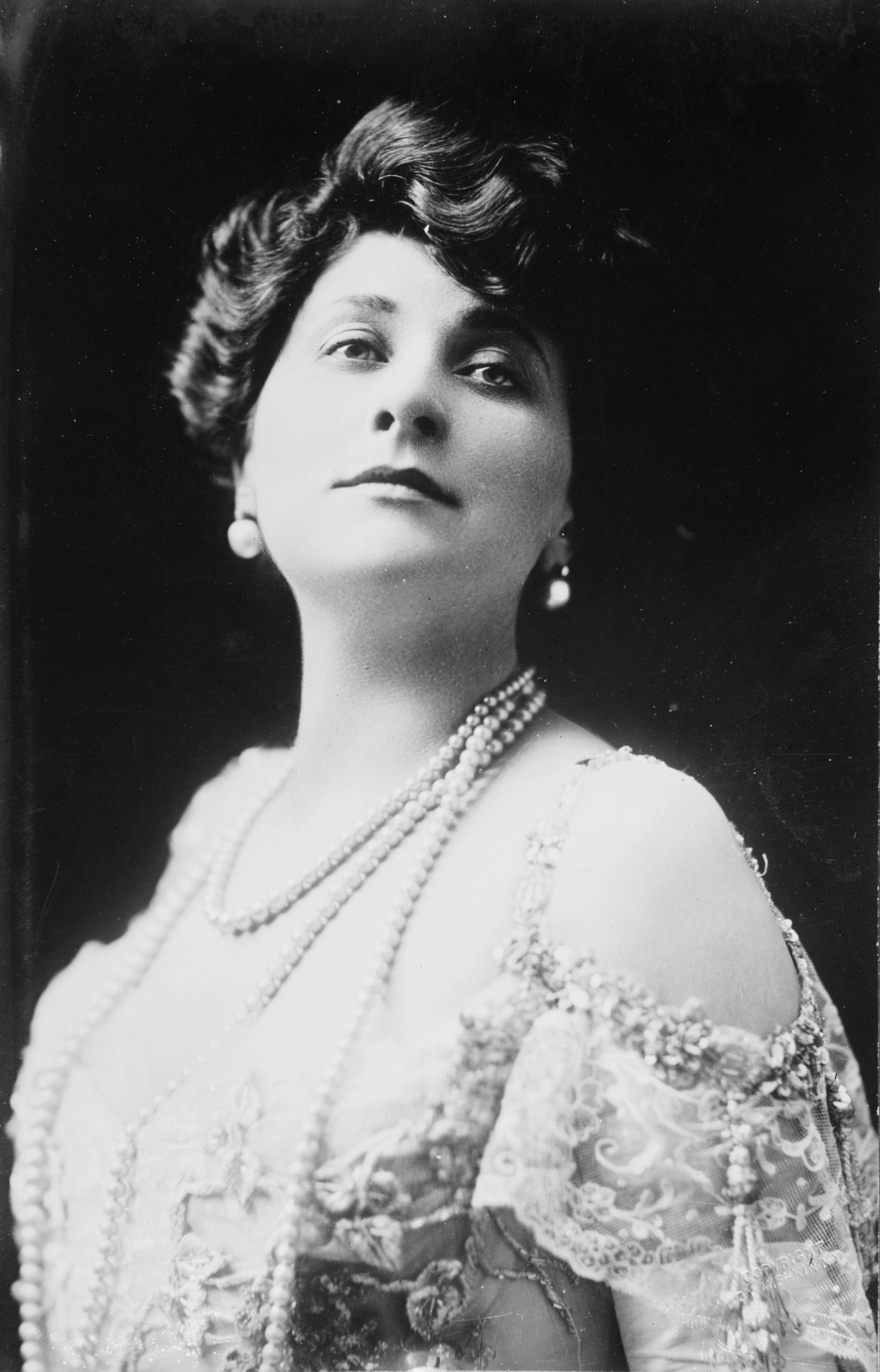
Mary Garden

Mary Garden (* 20. Februar 1874 in Aberdeen; † 3. Januar 1967 ebenda) war eine britische Opernsängerin (Sopran). Sie wurde die „Sarah Bernhardt der Oper“ genannt.

## Leben
Mary Garden wurde im schottischen Aberdeen geboren und wuchs in Chicago, Illinois, auf. Schon früh begann sie am Konservatorium in Chicago Gesang zu studieren, später setzte sie ihr Studium in Paris fort.
Ihr erster öffentlicher Auftritt war im April 1900 als Louise in der Uraufführungs-Saison der Oper Louise von Gustave Charpentier an der Opéra-Comique in Paris. 1902 sang sie die Mélisande in der Uraufführung von Claude Debussys Pelléas et Mélisande. Dabei kam es zu einem „Divenkrieg“ zwischen Mary Garden und Georgette Leblanc.  Maurice Maeterlinck, der Autor der literarischen Vorlage, hatte gerade Leblanc geheiratet und ihr den Gesangspart der Mélisande versprochen.
1907 gab sie ihr USA-Debüt als Thaïs – als deren bedeutendste Darstellerin sie bis heute gilt – an der Metropolitan Opera. Von 1910 bis 1931 war sie Mitglied der Lyric Opera of Chicago – für kurze Zeit sogar deren Leiterin. Nach 1935 zog sie sich von der Bühne zurück, um sich auf den Konzertsaal und später auf das Unterrichten zu beschränken.
Zwischen 1903 und 1929 nahm sie erfolgreich mehrere Tonaufnahmen für Columbia Records und Victor Talking Machine Company auf. Sie machte auch Werbung für Mode, Parfüm und Zigaretten.

## Filmografie
- 1917 Thaïs
- 1918 The Splendid Sinner